# Slagelse
Slagelse (výslovnost [ˈslɛːjl̩sə], německy Schlagelsee) je město v Dánsku na západě ostrova Sjælland. Nachází se 6,6 km východně od mořského pobřeží a asi 92 km jihozápadně od Kodaně. Město je střediskem stejnojmenné komuny. V roce 2023 zde žilo 34 648 obyvatel, díky čemuž se Slagelse řadí mezi třicet největších dánských měst.
Oblast dnešního Slagelse byla obydlena již v dobách Vikingů, což dokazuje nedaleká vikingská kruhová pevnost Trelleborg. V 11. století zde byl postaven první křesťanský kostel. V roce 1164 byl Valdemarem I. Velikým poblíž dnešního Slagelse postaven klášter Antvorskov, z něhož dnes zbývají již pouze ruiny. Klášter byl využíván maltézským řádem. V roce 1288 byl Erikem V. Dánským městu Slagelse udělen status tržního města. To sice dalo městu řadu privilegií, ale existovala konkurence v podobě sousedních tržních měst Korsør a Skælskør. V 80. letech 18. století byla vybudována silnice z Kodaně do Korsøru, která vedla přes Slagelse.
Městem prochází železniční trať Kodaň – Fredericia, kolem něj prochází dálnice E20. Samotným Slagelsem prochází primární silnice 22 a sekundární silnice 150, 203 a 225. Město se dělí na několik čtvrtí, mezi které patří Antvorskov, Byskov, Holmstrup, Kirkegårdshuse, Landsgrav, Ny Holmstrup a Slagelse Søndermark. Sousedními městy jsou Høng, Korsør a Sorø. Nachází se zde několik kostelů, např. kostel svatého Michaela Archanděla, kostel svatého Ducha a kostel svatého Petra.